# Betty Balfour
Betty Balfour (27 de marzo de 1903-4 de noviembre de 1977) fue una actriz cinematográfica británica, popular durante la época del cine mudo, y conocida como la "Mary Pickford Británica" y la "Britain's Queen of Happiness (Reina de la Felicidad de Gran Bretaña)". Se hizo muy conocida entre el público gracias a la serie de películas Squibs.

## Biografía
Nacida en Londres, Inglaterra, Balfour fue la actriz británica más popular en la década de 1920, y en 1927 fue elegida por el Daily Mirror como la estrella favorita del país. Fue una consumada actriz de cine, cuyos compasivos personajes a menudo estaban teñidos de patetismo.
Sobre todo se hizo evidente su talento gracias a la serie de comedias Squibs, producida por George Pearson, mientras que en los filmes Love, Life and Laughter (1923) y Reveille (1924) demostró su faceta de actriz seria. Su papel en 1925 de una rica heredera en Somebody's Darling fue un intento de romper con su papel en Squibs y evitar el encasillamiento.
Antes del cine, Balfour había debutado como actriz teatral en 1913, y estaba actuando en la obra Medora en el Alhambra Theatre cuando T. A. Welsh y Geroge Pearson la vieron y la contrataron para actuar en 1920 en la película Nothing Else Matters. Tras reemplazar a Gertrude Lawrence en escena en The Midnight Follies, Balfour volvió con Pearson con su primer papel protagonista, el de la cinta Mary Find the Gold.
Balfour no intento saltar a Hollywood pero, al igual que Ivor Novello, fue capaz de exportar su talento a la Europa continental. Así, protagonizó filmes alemanes como Die sieben Töchter der Frau Gyurkovics y Die Regimentstochter, y trabajó con Marcel L'Herbier en Le Diable au Coeur, con Louis Mercanton en Monkeynuts, y con Géza von Bolváry en Bright Eyes. 
De vuelta en el Reino Unido, también actuó en la cinta de Alfred Hitchcock Champagne (1928). El debut de Balfour en el cine sonoro, The Nipper (1930), basada en el personaje de Squibs, tuvo un moderado éxito, y su popularidad disminuyó en la década de 1930. A pesar de ello, tuvo un papel de reparto junto a Jessie Matthews en Evergreen (1934), actuó con John Mills en Forever England (1935) e interpretó a la matriarca en 29 Acacia Avenue (1945).
Balfour tuvo menos fortuna en su vida privada. Su matrimonio con el compositor Jimmy Campbell naufragó en 1941. También falló un intento para volver al teatro en 1952, y llegó a intentar el suicidio. Ella falleció en 1977 Weybridge, Inglaterra, donde fue enterrada. Tenía 74 años de edad.

## Filmografía
- Nothing Else Matters (1920)
- Mary-Find-the-Gold (1921)
- Squibs (1921)
- Squibs Wins the Calcutta Sweep (1922)
- Mord Em'ly (1922)
- Wee MacGregor's Sweetheart (1922)
- Squibs M.P. (1923)
- Squibs' Honeymoon (1923)
- Love, Life and Laughter (1923)
- Reveille (1924)
- Satan's Sister (1925)
- Somebody's Darling (1925)
- Pearl of Love (1925)
- Cinders (1926)
- Blinkeyes (1926)
- The Sea Urchins (1926)
- Monte Carlo (1926)
- Die sieben Töchter der Frau Gyurkovics (1926)
- La petite bonne du palace (1927)
- Croquette (1928)
- Little Devil May Care (1928)
- Champagne (1928)
- A Little Bit of Fluff (1928)
- Paradise (1928)
- Daughter of the Regiment (1929)
- Bright Eyes (1929)
- The Vagabond Queen (1929)
- Raise the Roof (1930)
- The Nipper (1930)
- My Old Dutch (1934)
- Evergreen (1934)
- Squibs (1935)
- Forever England (1935)
- Eliza Comes to Stay (1936)
- 29 Acacia Avenue (1945)